# Toldborg
En toldborg (tysk: Zollburg) er en borgtype fra middelalderen og tidlig moderne tid beskyttede en toldpost, og hvis formål var at kontrollere den. De findes typisk i det tidligere Tysk-romerske Rige. Toldborge blev altid opført i nærheden af vigtige handelsruter, f.eks. ved bjergpas eller Mittelrhein. De blev normalt placeret på strategiske steder, som grænseovergange, vadesteder eller bjergpas, og de var bemandet med bevæbnede vagter. Selve toldposten lå normalt ved vejen eller floden, men var ofte forbundet med mure til selve borge.
Toldborge tilhørte de lokale herremænd eller vasaler, som havde ret og pligt til at indkræve told. De fleste toldborge havde desuden andre roler som bl.a. administrationscentrum for området, vagtposter og bopæl som f.kes. Burg Stahleck, der ligger over byen Bacharach ved floden Rhinen. Nogle borge, som bl.a. Burg Pfalzgrafenstein der ligger på en tidevandsø i Rhinen nær Kaub, var udelukkende toldsteder.

## Eksempler

### Frankrig
- Château d'Annecy
- Châteauneuf-du-Pape

### Italien
- Castello di Pont-Saint-Martin
- Burg Reifenstein
- Castello Sarriod de la Tour

### Rumænien
- Branslottet

### Slovakiet
- Strečno Slot

### Schweiz
- Château de Chillon

### Tyskland
- Burg Katz
- Burg Maus
- Burg Pfalzgrafenstein
- Burg Reichenstein
- Burg Scherenburg
- Burg Stahleck

### Østrig
- Burg Aggstein
- Aschach an der Donau
- Burg Hohenwerfen